# Pseudogobio guilinensis
Pseudogobio guilinensis är en fiskart som beskrevs av Yao och Yang, 1977. Pseudogobio guilinensis ingår i släktet Pseudogobio och familjen karpfiskar. IUCN kategoriserar arten globalt som otillräckligt studerad. Inga underarter finns listade i Catalogue of Life.